# 德安府
德安府，北宋设置的府。

德安府在湖北省的位置（1820年）

宣和元年（1119年）升安州置，治所在安陆县（今湖北安陆市）。属荆湖北路。辖区约今湖北省安陆、广水、应城、云梦、孝感等市县地。南宋咸淳间移治汉阳城头山（今武汉市西），元至元十三年（1276年）还旧治。属河南江北等处行中书省。辖境扩大至今随州地。
明朝洪武初年，降为德安州，属黄州府。十三年（1380年）复为府，属湖广省。清朝顺治初期 ，沿用明朝制度，属湖广布政司。康熙三年（1664年），属湖北省，终清一朝，下领随州及四县：安陆县、云梦县、应城县、应山县，考评：冲。辛亥革命后，全国废府，废。

## 延伸阅读
[在维基数据编辑]
 《欽定古今圖書集成·方輿彙編·職方典·德安府部》，出自陈梦雷《古今圖書集成》